# Jessica Knura

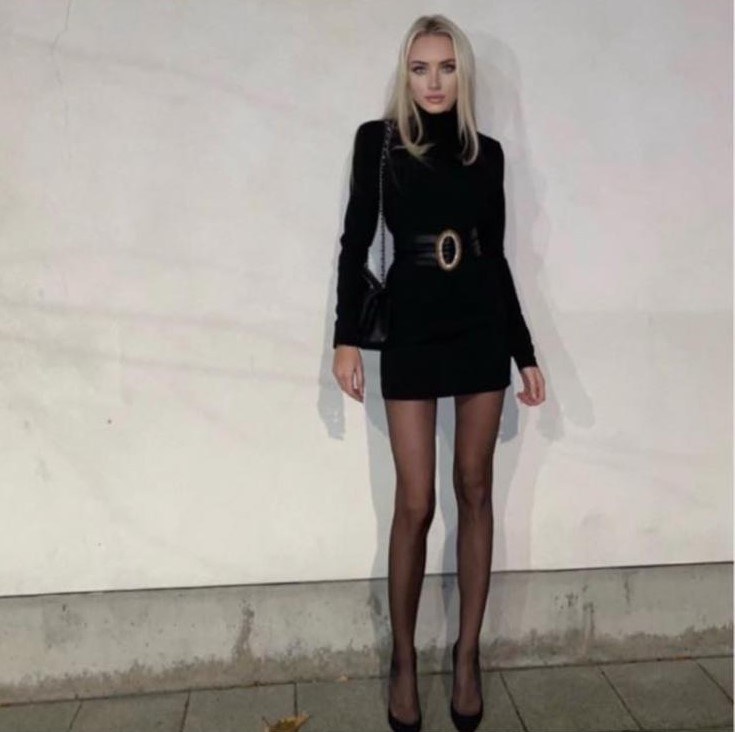
Jessica Knura (2020)

Jessica Knura (* 18. September 1996 in Darmstadt) ist ein deutsches Model.

## Leben und Karriere
Jessica Knura wuchs in Darmstadt bei ihren aus Polen stammenden Eltern Ursula und Heinrich auf. Seit 2010 pendelt sie regelmäßig zwischen Darmstadt und ihrem zweiten Wohnsitz in Vancouver (Kanada). Im Jahr 2015 schloss sie ihre schulische Laufbahn auf dem Gymnasium Eleonorenschule mit dem Abitur ab.
Im Jahre 2016 wurde sie in Vancouver auf einer Party von einem Scout entdeckt. Erste Erfolge hatte sie mit Shootingaufträgen von Antoine Verglas und Emma Dunlavey. 2019 unterzeichnete sie ihren Vertrag bei Mega Model Agency in Hamburg und begann ihre Model- und Influencer-Karriere.
Es folgten Shootings für Elle in München (2019), Balmain Hair Couture in Paris (2019) und Laufsteg-Jobs wie die Präsentation der Fashion Show Kollektion 2021 von Guess in Lugano (2020).
Neben ihrer Modelkarriere ist sie als Schauspielerin bei der Agentur KC Talent in Vancouver unter Vertrag.